# Homer the Heretic
Homer the Heretic (en España Homer el hereje y en Hispanoamérica Homero hereje) es el capítulo número 62 emitido de la serie de dibujos animados Los Simpson. Fue estrenado el 8 de octubre de 1992 en Estados Unidos. En el episodio, Homer decide dejar de ir a la iglesia y la pasa muy bien quedándose en su casa. Su comportamiento rápidamente atrae la ira de Dios, quien lo visita en un sueño. El episodio fue escrito por George Meyer y dirigido por Jim Reardon. El gag de la pizarra de este episodio es una referencia de la controversia del capítulo anterior, en el cual hubo un musical que resultó ofensivo para el pueblo de Nueva Orleans. en este capítulo dios tiene 5 dedos aunque en algunas escenas tiene 4 dedos(error de edición?)

## Sinopsis
El capítulo comienza con un sueño de Homer, el cual está soñando que es un bebé y que todavía está en el útero de su madre, después empieza a nadar dentro del útero muy felizmente, cuando de repente, se ve que es expulsado el líquido amniótico y poco después, un doctor lo está sacando del útero de la madre, él no quiere y se aferra del útero. 
Después Homer reacciona y se da cuenta de que en realidad es Marge quien lo está agarrando de un pie y le pide que se vista porque es hora de ir a la iglesia. Homer le responde a Marge que él no quiere ir porque hace frío, pero Marge le da su ropa para que se vista y es lo que empieza a hacer, pero se percata de que el pantalón con el que va a la iglesia no le cierra y después se le rompe por la fuerza que hace para que le entre el pantalón. Cansado de esta situación decide no ir a la iglesia. Marge se enfada con él y se va sola con sus hijos a la iglesia.
Al parecer, a Homer no le preocupa esta situación y se la pasa de lo más feliz en la comodidad de su casa disfrutando de la televisión y de la radio. Cuando llega Marge con Bart, Lisa y Maggie muriéndose del intenso frío que azota en la ciudad, les pregunta "¿Qué tal la Iglesia?" a lo que no responden nada. Ante la situación de que se lo pasó mejor en su casa que si hubiera ido a la iglesia, Homer decide no volver a ir a la iglesia. Posteriormente, Marge le trata de hacer ver a Homer el error que está cometiendo, pero Homer sigue con la decisión que ya había tomado antes, incluso cuando los Flanders se enteran de esta situación, le quieren hacer ver a Homer su equivocación y tratan de acercar de nueva cuenta a Homer con el Señor, pero todos los esfuerzos son en vano.
Una noche, Homer tiene un sueño de lo más increíble: sueña que está en su casa viendo la televisión y de repente se empieza a sentir un temblor en toda la casa, él no comprende lo que pasa y ya después, el techo de su casa es arrancado por una mano y ve que es Dios quien hace esto. Dios le empieza a decir a Homer del por qué abandonó la Iglesia y Homer le empieza a comunicar ciertos motivos y, entre ellos, que no le hallaba la lógica de ir a la iglesia si siempre escucha que se va a ir al infierno, Dios recapacita y le dice que le dará un escarmiento al reverendo Lovejoy por sus sermones. Homer hace un trato con Dios: le dice que le hará culto, pero a su manera, a lo cual Dios acepta y se retira.
Días después, asiste el Reverendo Lovejoy a la casa de Los Simpson para hacer lo mismo que todos los demás: hacerle ver el error que comete, pero en una de las pláticas comenta que Dios le dijo que le hiciera culto al modo que el quisiera, pero parece que el reverendo no le cree.
Cierto día que Marge y sus hijos se van a la iglesia, Homer, por quedarse dormido viendo la tele, bebiendo cerveza y fumando puros, se le suelta un puro y se empieza a originar un incendio en su casa, pero parece no darse cuenta de tal situación, Ned Flanders, al darse cuenta de esto, va a rescatarlo del peligro que corría, poco después del rescate de Ned, llegan los bomberos a apagar el incendio que se estaba originando. En el camión de bomberos aparecen: Apu, Krusty, Jefe Wiggum, Otto, Barney Gumble y Luann Van Houten. Pero en otros capítulos, estos personajes aparecen en la iglesia a pesar de que no son cristianos. Además Homer se durmió en domingo, mientras todos los demás estaban en la iglesia, y fue Ned quien trató de salvarlo, sabiendo que Ned nunca ha faltado un domingo a la iglesia.
Posteriormente, llega la familia de Homer y lo abrazan. Ante tal experiencia, Homer decide volver a ir a la iglesia, pero como casi siempre, termina durmiéndose. El capítulo concluye en que Homer vuelva a soñar con Dios y le pregunta que para qué vino el hombre al mundo, a lo cual Dios le contesta que lo sabrá cuando muera y Homer le dice que falta mucho para eso, pero Dios le dice que faltan c...-; en esto concluye el episodio.

## Producción
La idea de este episodio se originó cuando Al Jean le comentó a Mike Reiss, "Tuvimos suerte con el argumento de que Homer robe el cable, el cual estuvo basado en el octavo mandamiento, por lo que podríamos hacer nuevos episodios basados en otros mandamientos. Por lo tanto, pensamos que 'Honrarás el Sabbath' sería una buena idea". Por lo tanto, la idea de "Homer no quiere ir a la iglesia" fue recibida por George Meyer para que escribiese una historia. Reiss y Jean pensaron que como católico, Meyer le daría al episodio la dirección que debía llevar. Meyer se divirtió haciendo el episodio, pensando que la mayor parte de la gente se sentiría identificada con la alegría de quedarse en su casa y faltar a la iglesia, lo cual para él era incluso mejor que perder un día de escuela o salvarse de una inyección cuando era niño. Uno de los principales problemas que tuvo Meyer al escribir el episodio fue que cada vez que Homer viera a Dios, debía estar durmiendo, para hacer parecer todo un sueño. Meyer no quería mostrar que Dios se estaba apareciendo literalmente ante Homer. Esto resultó en que Homer debía estar dormido durante el primer libreto prácticamente todo el tiempo. Por otra parte, este fue el primer episodio de la cuarta temporada que fue leído por el equipo de producción. La primera lectura del año es usualmente casi un desafío para el equipo, ya que la mayor parte de las veces se requieren muchas correcciones, pero el libreto fue aceptado muy bien, especialmente la escena final en la que a Homer se le incendia la casa y es rescatado por Flanders.
Éste fue el primer episodio de Los Simpson cuya animación fue producida por Film Roman. Hasta ese momento, Film Roman había trabajado principalmente animando episodios de Garfield and Friends, y no estaban acostumbrados a la velocidad con la que se producen los episodios de Los Simpson. Pese a esto, se ajustaron fácilmente. Film Roman continuó estando a cargo de la animación durante el resto de la serie y finalmente en Los Simpson: la película. Previamente, la animación estuvo a cargo de Klasky-Csupo.
El gag de la pizarra de este episodio, "No difamaré a Nueva Orleans" fue hecho como disculpa hacia los ciudadanos de la ciudad, después de que se sintieran ofendidos por una canción incluida en el episodio anterior, "A Streetcar Named Marge".
Al igual que "Mr. Plow", éste es uno de los pocos episodios televisivos en los que aparece nieve fuera de las temporadas de Día de Acción de Gracias o Navidad.
El corte abrupto de la voz de Dios antes de que revelara el secreto de la vida iba a ser originalmente cortado por un anuncio de FOX, como por ejemplo un avance del programa que sería emitido después de Los Simpson. Sin embargo, FOX no aceptó esto, por lo que la voz de Dios fue cortada por los créditos finales del episodio.